# Vojtěch Benedikt Juhn
Vojtěch Benedikt Juhn (21. března 1779, Pelhřimov – 28. listopadu 1843, Jindřichův Hradec) byl český malíř, katolický kněz, rektor biskupského semináře v Českých Budějovicích.

## Život
Vojtěch Benedikt Juhn se narodil v Pelhřimově v rodině krejčího. Na studiích se rozhodl pro dráhu bohoslovce. Zvolený odbor vystudoval a také se mu úspěšně věnoval. Od roku 1804 působil na biskupském semináři v Českých Budějovicích, přednášel Starý i Nový zákon, východní jazky a od roku 1810 též češtinu. V letech 1818–1826 zastával funkci rektora semináře. Zasloužil se o to, aby v semináři byla česká knihovna. Svou teologickou kariéru ukončil jako jindřichohradecký probošt, kterým se stal v roce 1826.
V umění se stal slavným díky svým rytinám pohledů na města zvaným veduty. Zachycoval podoby měst jako: České Budějovice, Jindřichův Hradec, Pacov, Počátky, Prachatice, Kamenice nad Lipou, Písek, Tábor, Vodňany… Jako výborný kreslíř spolupracoval s předními rytci Jiřím Döblerem a Karlem Postlem, který byl prvním českým klasicistním krajinářem a grafikem. Juhnova díla se často nacházejí v záhlaví na nejrůznějších cechovních diplomech, osvědčeních pro tovaryše, výučních listech a podobných tiscích. Mnoho jeho skicáků, obrazů a rytin se v průběhu doby ztratilo.
Vojtěch Benedikt Juhn zemřel v Jindřichově Hradci 27. listopadu 1843 a pohřben byl na bývalém hřbitově u kostelíka sv. Trojice.

## Galerie

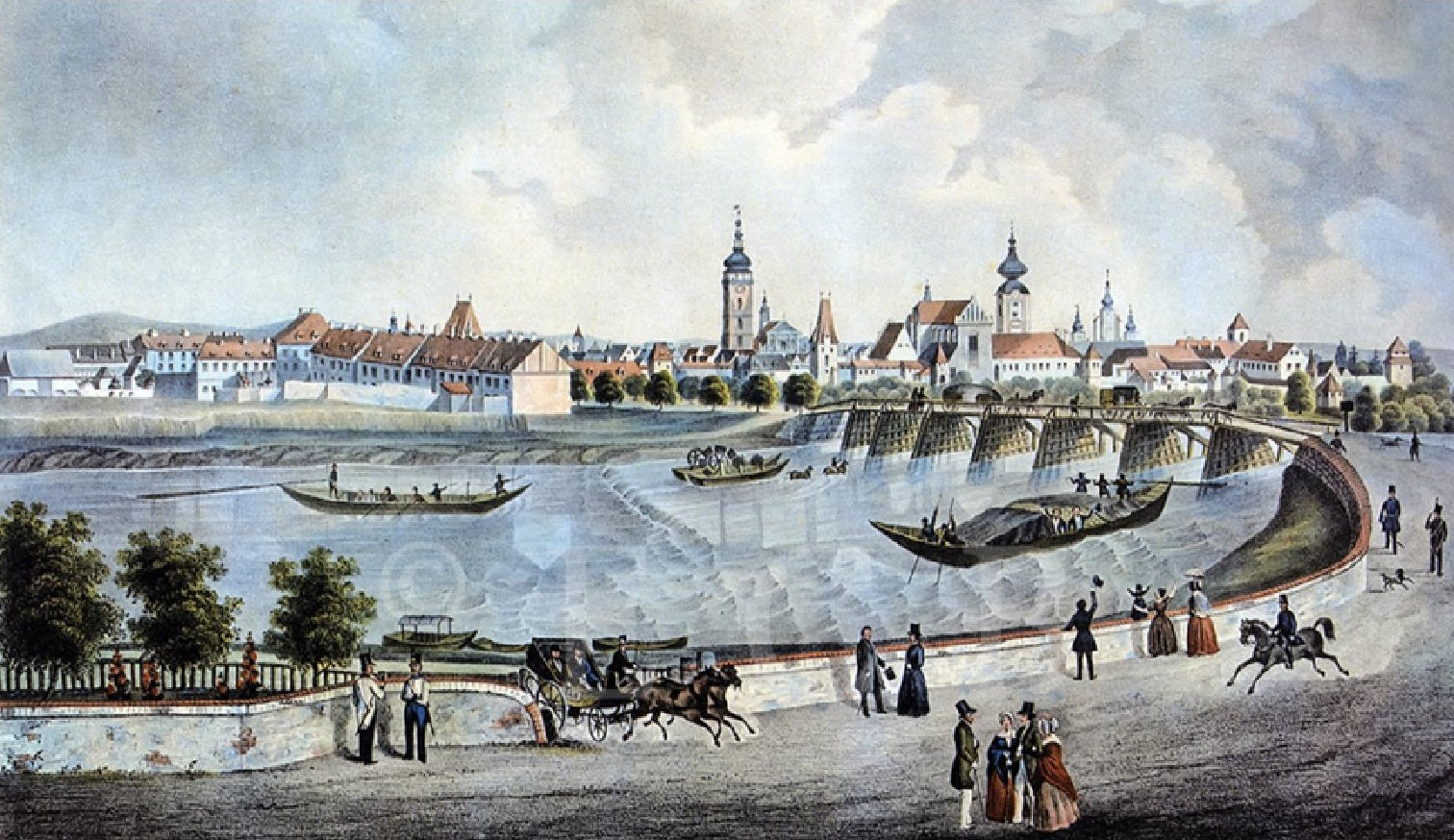
Ruční vodní bagr na Vltavě u Dlouhého mostu (1822)
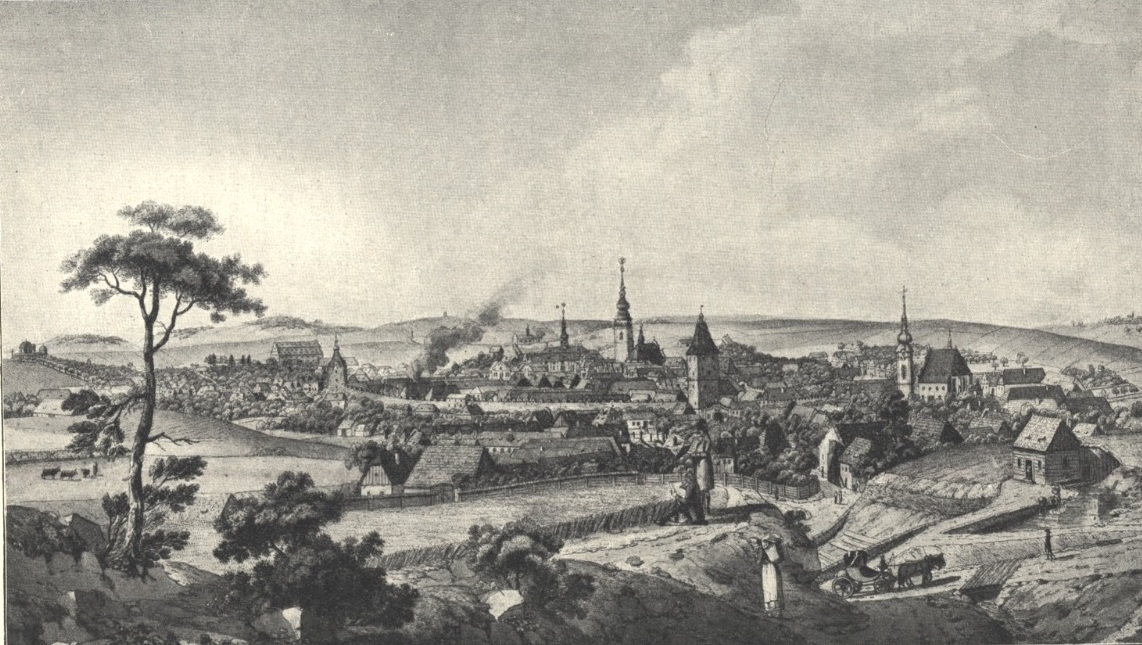
Pohled na město Pelhřimov
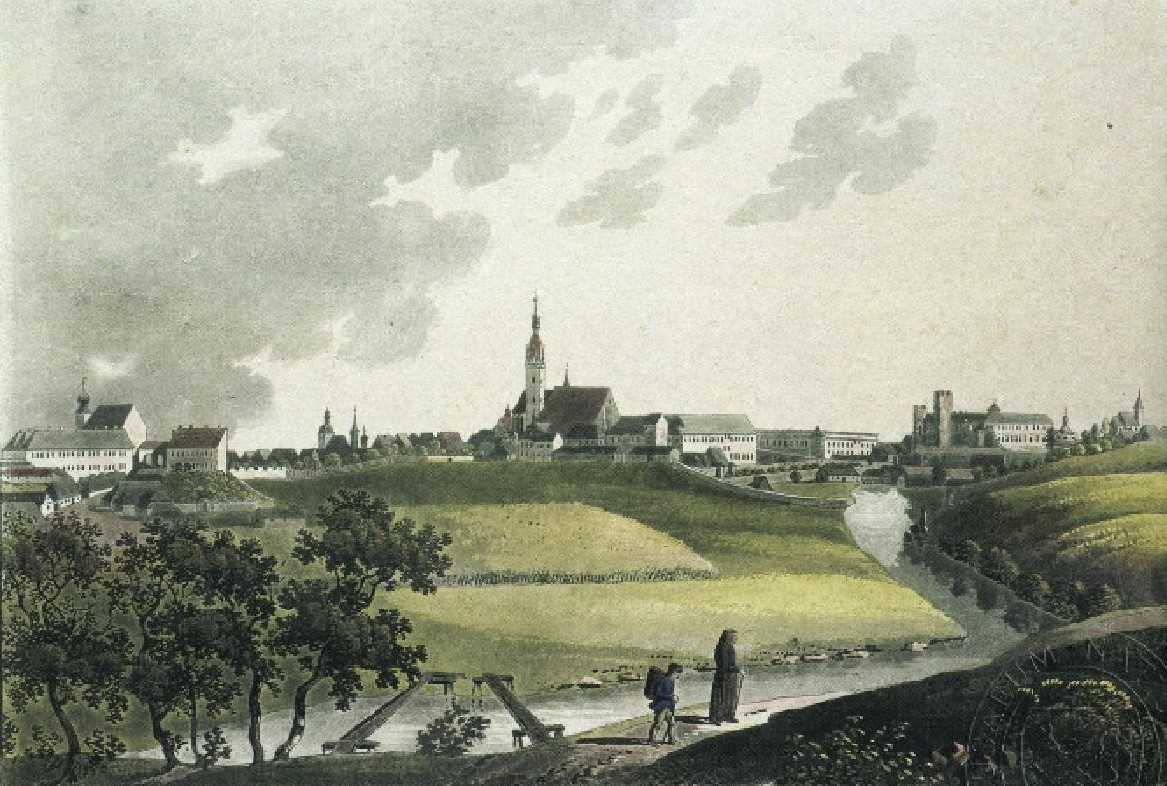
Hrad a město od severozápadu, Lept, Lept kolorovaný akvarelem (1816)
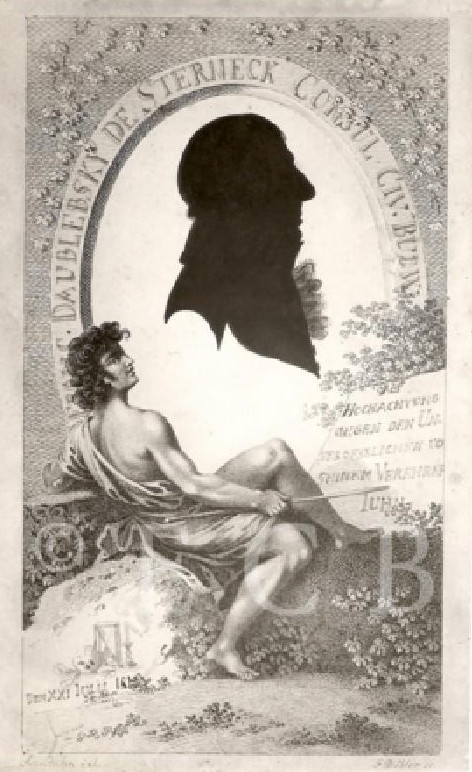
Silueta Františka Eusebia Daudlebského ze Sternecku